# Richard von Wendover
Richard of Wendover (gestorben 1252) war ein englischer Arzt und Geistlicher. Er wurde früher auch mit dem Autor des Micrologus Ricardus Anglicus identifiziert, ist aber nach Faye Getz nicht mit diesem identisch. Der Name „Ricardus Anglicus“ ist zudem mehrdeutig, da es sich nur um die latinisierte Form von Richard aus England handelt.

## Leben
Er war Kanoniker der alten St Paul’s Cathedral und hatte mehrere Pfründen in der Gegend von London. 1239 erhielt er zum Beispiel ein Herrenhaus in Sandon in Essex.
Möglicherweise war er zwischen 1239 und 1241 Leibarzt des Papstes Gregor IX. In der Zeit gibt es keine Angaben zu ihm in englischen Quellen. Matthew Paris erwähnt in seiner Chronik, dass Magister Ricardus de Wendovre dem Kloster St. Albans ein Elfenbein-Kreuz vermachte mit einer Reliquie, die Papst Gregor IX. bei seinem Tod 1241 seinem Leibarzt hinterließ.  Nach Gregors Tod war er wieder in England und ist an den Hospitälern von St. Paul’s und St. Bartholomews in London bezeugt. Ab 1244 war er möglicherweise im Dienst von Bischof Suffield von Norwich, der in seinem Testament von 1250 20 Mark für die Armen vorsah als Fürbitte für die Seele von Richard von Wendover.
Richard of Wendover starb 1252 (ein Gedenken an ihn wurde in der St. Paul Kathedrale am 5. März zelebriert). Er vermachte 1250 der Abtei St. Bartholomew ein zweibändiges Psalter, eine Ausgabe der Briefe von Paulus, einen Altar und Altarkleider. Außerdem vermachte er 30 Mark der Abtei Holy Trinity und zahlte für Totenmessen in seinem Andenken in der Abtei Thremhall in Essex. Aus den Verzeichnissen der Kathedrale von St. Paul geht hervor, dass er ihr einen roten Chormantel mit einem runden Onyx in der Mitte vermachte.
Er war zwar Arzt, eine sichere Zuordnung als Autor medizinischer Schriften ist aber nicht möglich und ist Gegenstand wissenschaftlichen Disputs. Auch in den päpstlichen Archiven gibt es keinen Hinweis, dass Richard of Wendover medizinische Schriften hinterließ und auch Matthew Paris erwähnt ihn nicht als Autor medizinischer Texte.